# American Epic
American Epic è una serie di filmati musicali che hanno per argomento la nascita della musica moderna negli Stati Uniti.
Essa comprende un documentario in tre parti riguardante la storia della musica, andati in onda su PBS nel maggio 2017. American Epic comprende anche un film con le esibizioni dei musicisti e una serie di album.
I produttori esecutivi sono Jack White, T Bone Barnett e Robert Redford, la regia è di Bernard MacMahon, che è anche autore della sceneggiatura insieme a Allison McGourty e Duke Erikson della Lo-max Film.